# Daniel Hannan
Daniel Hannan, barone Hannan di Kingsclere (Lima, 1º settembre 1971), è un politico, giornalista e scrittore britannico, membro del Partito Conservatore ed europarlamentare dal 1999 al 2020. È segretario dell'Alleanza dei Conservatori e dei Riformisti Europei dal 2009.

## Biografia
Daniel Hannan ha conseguito nel 1992 un master in storia contemporanea presso l'Università di Oxford. Parla inglese, francese e spagnolo.
È entrato nel Partito Conservatore durante gli studi. È stato eletto deputato europeo alle elezioni europee del 1999, rieletto nel 2004 e di nuovo alle elezioni del 2009.
È stato prima membro del Gruppo del Partito Popolare Europeo (Democratico cristiano) prima di esserne escluso il 19 febbraio 2008, per aver paragonato, durante una sessione plenaria del Parlamento europeo, un'interpretazione del regolamento fatta dal suo presidente Hans-Gert Pöttering, "alla legge tedesca del 1933 che conferiva tutto il potere al regime nazista".
È stato membro del Gruppo dei Conservatori e dei Riformisti Europei e ha fatto parte della commissione parlamentare per gli affari costituzionali. È noto per le sue posizioni libertarie ed euroscettiche, ma anche per il suo sostegno alla candidatura turca e la sua opposizione all'islamofobia.
È anche giornalista dal 1996: ha scritto articoli d'opinione sul quotidiano inglese The Daily Telegraph ed è autore di numerosi libri. Attualmente gestisce un blog sul sito web del  Daily Telegraph.
Ha vinto il Premio Bastiat 2009.
Il 25 gennaio 2021 è stato creato pari a vita con il titolo di barone Hannan di Kingsclere, di Kingsclere nella contea di Hampshire.